# رومنی (استان آمور)
رومنی (روسی: Ромны) یک منطقهٔ مسکونی در روسیه است که در استان آمور واقع شده‌است.